# Драме Мавра Ветрановића

## Световне драме
У рани период рада Мавра Ветрановића свакако спадају његове световне драме. Написао их је три: митолошку еклогу Орфео, пасторалну еклогу Ловац и вила и пасторалну драму Историја од Дијане.

### Орфео
Најједноставнија међу њима, на основу чега претпостављамо да је и најстарија, јесте Орфео: фале јој почетак и крај, али се чини да је изгубљен врло мали део; писана претежно у дванаестерцима, али уз нешто осмерачких уметака (то су вероватно били делови који се певају), она обрађује последњу епизоду мита о Орфеју, његов покушај враћања Еуридике из подземног света. Ветрановић је изабрао сразмерно ретку варијанту мита, која се развила током средњег века, по којој је за неизлазак из пакла одговорна Еуридика, а не Орфеј. На симултаној позорници паралелни токови радње неочекивано су динамични, чему доприноси сразмерно велики број лица. Већ у овој драми, за коју претпостављамо да је најраније Ветрановићево сценско дело, писац је показао изразиту склоност ка реалистичности, како уношењем низа сцена из свакодневног живота, тако и психолошким мотивисању ликова, тако да је Миховил Комбол оценио да у њој „изненађује неколико топлих људских акцената“ (најкарактеристичнији је вероватно онај када Харон, превозећи Еуридику у подземље, брине да јој не припадне мука од вожње по узбурканој води).

### Ловац ивила
За пасторалне драме књижевна историја је такође сматрала да спадају у рану фазу Ветрановићевог рада, да су настале пре 1507. године. У односу на Орфеја, оне су сложеније, круг њихових ликова шири се на пасторални свет (задржавајући, наравно, и митолошке ликове, тј. нижа божанства, како је то у оном времену било уобичајено), радња постаје сложенија, женски ликови — виле — добијају чак централно место, а удео реалистичног постаје све већи.
Једноставнија и свакако старија од ових драма позната је данас под насловом Ловац и вила. У њој је обрађен познати мотив о отетој девојци коју као робињу продају на тргу, који је Ветрановић обрадио и у другој пастирској игри, као и у маскерати Робињице; могао му је бити познат из народне песме и из песме Чудан сан Џоре Држића. Централно место у овом комаду има вила, она кроз дијалог с ловцем износи своју судбину, открива свој и његов лик, непрестано се обраћа гледаоцима. Врло често у овим драмама робиња практично и не учествује у радњи, представља само њен објект, док је код Ветрановића она изразито активна, она има иницијативу у свом ослобађању и одлучује о својој судбини. Ловац, који је ослобађа, припада сеоском социјалном кругу, тако да и овде долази до сукоба село — град, слично као у Држићевом Радмилу и Љубмиру, а што ће нарочито бити развијено, само на други начин, у драмама Марина Држића; у овом случају тај сукоб је нижег интензитета и помирљиво се разрешава. У вилином честом обраћању публици наглашене су вредности Дубровника.

### Историја од Дијане
Знатно је развијенија пасторална драма Историја од Дијане. Све до осамдесетих година двадесетог века она је била позната по крњем рукопису, а чак два знатно потпунија открила су драму прилично сложене структуре. Мишљење неких истраживача да су у питању две ауторске варијанте не изгледа превише уверљиво. У првом делу Историје од Дијане поново је обрађен мотив робиње, с тим што је он у овом случају наглашено алегоризован тако што је робиња једна од Дијаниних вила, а „гусар“ који ју је заробио Купидон, па је тако на сцену — што није било непознато у претходној италијанској драмској традицији — изведен сукоб чистоте и жудње, односно еротске љубави. Међутим, ова драма се наставља и по ослобађању виле паралелном радњом, тако што сада виле хватају и кажњавају Купидона, а њихов сукоб решава Меркур, традиционални гласник богова, компромисним решењем по којем виле морају ослободити Купидона јер би се без њега, тј. без љубави, људски род угасио. Такво развијање две радње срешћемо касније у драми Марина Држића Плакир (или Грижула). Интересантно је, такође, да Меркур посредује у измирењу двеју страна наступајући с позиције класичног драмског резонера. Овако сложена драмска радња и многа драмска и сценска решења подстичу нас на мисао да је Ветрановић ову драму могао писати и у монашким данима, као пригодну и с моралистичког становишта срећну алегорију.

## Религиозне драме

### Религиозне драме с новозаветном темнатиком
Новозаветне драме, које говоре о Христовом рођењу и ускрснућу, једноставније су по структури и за њих претпостављамо да су настале раније. Ускрснутје Исукрстово је по драмској статичности било блиско народним сказањима. Ипак у њему налазимо интервенције у познатој фабули, мноштво личности и богатство њихових прича. У Приказању од порода Језусова (1537) библијска садржина проширена је апокрифним моментима и пасторалним умецима; она има пролог, а мешају се проза и поезија, библијска радња је потиснута у позадину, више је истакнуто оно што је подсећало на пастирске игре.

### Религиозне драме са старозаветном темнатиком
Најједноставнија — па отуда претпостављамо и најстарија — од старозаветних драма јесте Приказање по начину комедије како братја продаше Јозефа, у којем је већ иначе динамична библијска прича проширена пасторалним умецима и понеким призором из свакодневног оновременог живота. Знатно је зрелија од ње Сузана чиста, која је имала пролог и поделу на четири чина, а доносила је фабулу која је отварала много могућности за осавремењавање, истовремено и за поуке које су се сасвим лепо уклапале у живот и свет Ветрановићевог доба.

#### Посветилиште Абрамово
Посветилиште Абрамово свакако је највредније Ветрановићево драмско остварење. Сачувало се пет његових верзија, што значи да је најмање толико пута извођено (први пут 1546). Основу представља епизода о искушавању Аврама из 22. главе Прве књиге Мојсијеве (Књиге постања), која је у Библији представљена врло сведено, само с неколико обавештења о основним догађајима који претходе главном чину, Аврамовој спремности да живот свога дуго чеканог сина Исака принесе као жртву Господу. Ветрановић је од тога начинио сложену драму у пет чинова и у њу укључио низ личности, пре свега Исакову мајку Сару, као и низ слушкиња и слугу и пастире. Веома вешто је повезао два тематско-сижејна тока радње: библијску причу о искушавању Аврама и рустикалну причу о животу у Сарином и Аврамовом дому. Они се преплићу само на почетку и на самом крају драме, док су у централном, највећем делу раздвојени.
Лик Аврама није мотивисан психолошки, он у драми представља персонификацију страха Господњег, што се најбоље види у централном делу приче, у часу када он саопштава сину своју одлуку: у тој сцени нема ни најмање драматичности нити емотивне напетости, Аврамов и Исаков говор остају искључиво у оквирима поуке; од тога одступа једино Аврамова парафраза познатог Петраркиног благосиљања (под очигледним утицајем Менчетићеве песме), која би овој сцени требало да дâ извесну ноту емотивности.
Сарин лик сасвим је другачије оформљен: тек у основним елементима он се ослања на карактеристике које има у библијској повести, иначе је грађен сасвим слободно и с развијеним емотивним животом који се огледа превасходно у понекад и пренаглашеним мајчинским осећањима, али се њена реалистичност огледа и у финим ситним појединостима нпр. у сцени припрема за пут. Детаљност те сцене показује већ сасвим наглашену потребу писца — а вероватно су то и захтеви публике — да на позорници оживи и поједине елементе реалног живота: то највероватније треба приписати у заслугу тада већ афирмисаном драмском писцу Николи Наљешковићу, а оствариће је још много драмски успешније Марин Држић. Уопште је живот у Аврамовом и Сарином дому, односи између слугу и господара, али између чланова породице, приказан као образац патријархалног живота на селу, с наглашеном пишчевом тежњом ка реалистичности детаља. Тако конципиран Сарин лик свакако је у највећој мери привлачио пажњу публике, она је била својеврстан посредник између узвишености значења библијског текста и знатно једноставније поруке драме. Она је на крају непосредно комуницирала с публиком, прешавши позоришну рампу директно се обраћајући најпре читавом аудиторијуму, а потом посебно женама. Тај њен говор представља својеврстан епилог драме, сасвим непосредно превођење литерарне фикције у животну реалност.
Врло велики део у овој драми заузима опис рајске горе: и иначе су у Ветрановићевом делу честе слике природе; овде је он посегао и за фантастичним елементима, очигледно на основу визија далеких простора које је могао упознати у литератури свога доба. Једну од карактеристика овог дела представљају не сасвим ретки комични елементи чији су носиоци пастири и служавке. Свакако најдинамичнији лик јесте Пастир туђин, који јавља Сари радосну вест о повратку Аврама и Исака; поред тога што доноси највише комичних елемената, он уводи у драму још један значењски ток, социјални сукоб вишег и нижег слоја сеоског живља, који је назначен већ у Радмилу и Љубмиру Џоре Држића, појавиће се код Николе Наљешковића, а значајно ће се развити у појединим драмама Марина Држића.
И у овој драми сцена је морала бити симултана. Делови у осмерцима свакако су певани (део Кампрелиног описа рајске горе у којем је реч о птицама певачицама, Кујачина тужбалица за Исаком, хор пастира).
„Са Посветилиштем Абрамовим Ветрановић је побожној драми као врсти дао завршни облик и својства којима се она потпуно одвојила од традиције сказања и приказања. То је постигао: психолошком мотивисаношћу ликова (Сара, која као мајка слути несрећу; Исака и др.), реалистичношћу (у дочаравању патријархалног дома и живота у њему), искрама хумора (у приказивању односа између пастира и служавки), хришћанском поруком, која је мање упућивана саветима, а више занимљивом и сликовитом парафразом фабуле. Највећу драж за гледаоце имао је богати пасторални амбијент“ (Злата Бојовић, Мавро Ветрановић).